# 何恩綺
何恩綺，字穉珊，江西廣昌人，清朝政治人物，監生出身。

## 生平
何恩綺於同治十二年（1873年）接替向熹，於台灣代理擔任台灣府淡水撫民同知。台灣府淡水撫民同知又稱淡水同知，為台灣清治時期的重要地方官員，官職品等為正五品，專司負責北台灣內政，為駐守於淡水廳的地方父母官。因為當時淡水廳管轄區域約今台灣基隆至新竹，因此實為北台灣的統治者。